# Thagria patriciae
Thagria patriciae är en insektsart som beskrevs av Nielson 1977. Thagria patriciae ingår i släktet Thagria och familjen dvärgstritar. Inga underarter finns listade i Catalogue of Life.